# Gopalpur-on-Sea
Gopalpur-on-Sea (o semplicemente Gopalpur) è una città dell'India di 6.660 abitanti, situata nel distretto di Ganjam, nello stato federato dell'Orissa. In base al numero di abitanti la città rientra nella classe V (da 5.000 a 9.999 persone).

## Geografia fisica
La città è situata a 19° 16' 0 N e 84° 55' 0 E al livello del mare.

## Società

### Evoluzione demografica
Al censimento del 2001 la popolazione di Gopalpur-on-Sea assommava a 6.660 persone, delle quali 3.342 maschi e 3.318 femmine. I bambini di età inferiore o uguale ai sei anni assommavano a 770, dei quali 401 maschi e 369 femmine. Infine, coloro che erano in grado di saper almeno leggere e scrivere erano 3.367, dei quali 1.975 maschi e 1.392 femmine.